# Пилютиков, Сергей Юрьевич
Сергей Юрьевич Пилютиков (укр. Сергій Юрійович Пілютіков; род. 3 апреля 1965, Узин) — украинский композитор.

## Биография
Окончил исторический факультет Харьковского государственного университета (1987). В 1985—1991 преподавал историю в школе. Брал уроки музыки у А.Щетинского, затем учился у него в Харьковском институте искусств (окончил в 1995). Преподавал композицию в детской музыкальной школе в Харькове (1991—1998).
С 1999 живёт в Киеве. Художественный руководитель киевского ансамбля новой музыки Рикошет (c 1999), музыкальный директор Международного форума музыки молодых в Киеве (c 2000).

## Избранные произведения
- 1990
  - Монолог для кларнета соло
- 1991
  - Из японской поэзии, для баса, фортепиано и ударных
- 1992
  - Голоса рек для сопрано, гобоя, кларнета, трубы, альта и фортепиано
- 1993
  - Соната для ударных
  - Тень для камерного оркестра
  - Ab ovo для смешанного хора на стихи A. Рембо
- 1994
  - Трио для саксофон-тенора, виолончели и фортепиано
  - Играйте в игру для фортепиано
  - Концерт для 16 исполнителей
- 1995
  - Тет-а-тет для флейты и кларнета
- 1996
  - Квартет для кларнета, скрипки, виолончели и фортепиано
  - Соната для саксофон-альта соло
  - Секстет для флейты, кларнета, скрипки, виолончели, фортепиано и ударных
- 1992-1997
  - Вариации для альта соло
- 1997
  - Танцы для кларнета и фортепиано
- 1998
  - Пейзаж-развилка для виолончели соло
  - Cantus Supra Librum для симфонического оркестра
  - Соната для фагота соло
- 1995-1999
  - Концерт для кларнета и симфонического оркестра
- 1999
  - Квартет для флейты, ударных, виолончели и фортепиано
  - Квартет для 4 саксофонов
- 2000
  - Соната для виолончели и фортепиано
  - Нитка для гобоя соло
  - Бал для 10 саксофонов
  - Книга перемен для струнного оркестра
- 2001
  - Зигзаги для ударных и фортепиано

## Признание
Был отмечен на международном конкурсе молодых композиторов Gaudeamus (1993). Лауреат всеукраинского конкурса молодых композиторов «Gradus ad Parnassum» (1994).